# Käkirahu
Käkirahu ist eine unbewohnte Insel, 440 Meter von der größten estnischen Insel Saaremaa entfernt. Die Insel liegt in der Landgemeinde Saaremaa im Kreis Saare. Die Insel gehört zum Nationalpark Vilsandi.